# Sa-Fire
Wilma Cosmé, nota come Sa-Fire (San Juan, 16 gennaio 1958), è una cantante statunitense.

## Discografia

### Album
- 1988 - Sa-Fire
- 1991 - I Wasn't Born Yesterday
- 1996 - Atrevida
- 2001 - Bringing Back the Groove

### Singoli
- 1986 - Don't Break My Heart
- 1987 - Let Me Be the One
- 1988 - Boy, I've Been Told
- 1989 - Love Is on Her Mind
- 1989 - Thinking of You
- 1989 - Gonna Make It
- 1990 - I Will Survive
- 1991 - Made up My Mind
- 1991 - Taste The Bass
- 2001 - Can You Stand the Rain
- 2009 - Exotique